# Saint-Julien-de-Chédon
Saint-Julien-de-Chédon là một xã thuộc tỉnh Loir-et-Cher miền trung nước Pháp.